# Dunbaria
Dunbaria é um género botânico pertencente à família Fabaceae.